# Audruicq
Audruicq (Ouderwijk en neerlandès) és un municipi francès situat al departament del Pas de Calais i a la regió dels Alts de França. L'any 1999 tenia 4.555 habitants.

## Situació
Audruicq es troba al nord del departament del Pas de Calais. Està a prop del departament del Nord.
És la capital de l'antiga regió de Brédenarde, la "terra àmplia" en flamenc, composta de Nortkerque, Zutkerque i Polincove i que es troba entre la plana de les wateringues i els pujols emboscats de l'Artois.

## Administració
Audruicq és la capital del cantó d'Audruicq, que al seu torn forma part del districte de Saint-Omer. L'alcalde de la ciutat és Philippe Caron (2001-2008).

## Història
Després d'haver canviat contínuament de mans entre el segle xiii i el xviii, Audruicq va esdevenir definitivament francesa després de la pau de Nimega el 1678.
Balduí II, comte de Guînes, li va donar el títol de ciutat el 1175, va reconstruir-ne el castell i va transformar els pantans propers en terres arables.

## Personalitats
Amb els sobrenoms de "la Dama dels llops", "la Diana de Brédenarde" o "la gran llobatera del Pas de Calais", Marie Cécile Charlotte de Laurétan, baronessa Lamoral de Draeck, va esdevenir famosa per haver deslliurat l'Artois dels llops, 767 segons la llegenda, cosa que li va servir per no ser inquietada durant el Gran Terror.
L'aviador Gilbert Brazy va néixer a Audruicq el 15 de febrer del 1902. Va desaparèixer en una missió a l'Àrtida el 1928, juntament amb Roald Amundsen.

## Transport
La població és servida per l'estació d'Audruicq.